# Enomotarcha
Enomotarcha is een geslacht van vlinders van de familie tandvlinders (Notodontidae), uit de onderfamilie Notodontinae.

## Soorten
- E. adversa (Karsch, 1895)
- E. alchornea (Schultze, 1914)
- E. apicalis (Aurivillius, 1925)
- E. chloana (Holland, 1893)
- E. heterochroma Kiriakoff, 1958
- E. metaphaea Kiriakoff, 1979
- E. spectabilis Kiriakoff, 1965
- E. vulcanica Kiriakoff, 1958